# LG 88
Az LG 88-as sír Perszenet királyné nyughelye a gízai piramismező központján, a Hafré-piramis és Nikauré tjati szomszédságában. Katalógusszáma Richard Lepsius felméréséből származik (Lepsius, Gíza, 88-as sorszám), újabb katalógusszáma G 8156 (Gíza, 8156. sorszám). A IV. dinasztia idején épült, a sírfelirat szerint egy király leányának, aki egy király felesége is volt. A felirat végén a név töredékesen maradt fenn.
A sír hosszú téglalap alakú, a sírkamra L-alaprajzú és két oszlop tartja a mennyezetet. Az alépítményt a sziklába vájták. A sír falai díszítetlenek, sem faragás, sem festés nincs rajtuk, az oszlopokon olvashatók a relief-feliratok.

## Fordítás
- Ez a szócikk részben vagy egészben  a   Persenet című angol Wikipédia-szócikk ezen változatának fordításán alapul.  Az eredeti cikk szerkesztőit annak laptörténete sorolja fel. Ez a jelzés csupán a megfogalmazás eredetét és a szerzői jogokat jelzi, nem szolgál a cikkben szereplő információk forrásmegjelöléseként.
- Ez a szócikk részben vagy egészben  a   Persenet című német Wikipédia-szócikk ezen változatának fordításán alapul.  Az eredeti cikk szerkesztőit annak laptörténete sorolja fel. Ez a jelzés csupán a megfogalmazás eredetét és a szerzői jogokat jelzi, nem szolgál a cikkben szereplő információk forrásmegjelöléseként.